# Kodinarasipura, Nanjangud
Kodinarasipura là một làng thuộc tehsil Nanjangud, huyện Mysore, bang Karnataka, Ấn Độ.